# Wiertarkofrezarka
Wiertarkofrezarka, wytaczarkofrezarka – uniwersalna obrabiarka. 
Można na niej wiercić, wytaczać i gwintować otwory, obtaczać i gwintować zewnętrzne powierzchnie walcowe, toczyć i frezować powierzchnie płaskie i kształtowe. Najczęściej wykonywane zabiegi to wytaczanie otworów oraz frezowanie powierzchni w korpusach (kadłubach).